# Топкапи (фильм)
«Топкапи» (англ. Topkapi) — фильм-ограбление режиссёра Жюля Дассена, созданный по мотивам романа Эрика Амблера «При свете дня». Премия «Оскар» за лучшую мужскую роль второго плана Питеру Устинову (слабовольный мошенник Симпсон).

## Сюжет
Пара преступников высокого класса — Элизабет Липп и Вальтер Харпер задумали новое дело. Их цель — драгоценный кинжал, который хранится в музее дворца Топкапи в Стамбуле. Мелкого афериста Артура Симпсона находят во время отдыха в Греции. Он необходим, чтобы провернуть сложную аферу и усыпить бдительность турецкой полиции. При этом сам Симпсон до последнего момента и не подозревал, что вовлечён в кражу века.
Собственно кража из музея преступникам удаётся в совершенстве, однако они не учли того, что и полиция не дремлет. Оказалось, Артур вёл двойную игру, и вся компания попадает в турецкую тюрьму.

## В ролях
- Мелина Меркури — Элизабет Липп
- Питер Устинов — Артур Саймон Симпсон
- Максимилиан Шелл — Вальтер Харпер
- Роберт Морли — Седрик Пейдж
- Жиль Сегаль — Хулио
- Джесс Хан — Ганс Фишер
- Аким Тамиров — повар Жервен
- Титос Вандис — Харбек
- Джо Дассен[1] — Джозеф
- Жюль Дассен — турецкий полицейский в Стамбуле (не указан в титрах)

## Награды
- 1965 — Премия Оскар
  - Лучшая мужская роль второго плана (Питер Устинов).

- 1965 — номинация на премию Золотой Глобус
  - Лучший актёр мюзикла/комедии (Питер Устинов)
  - Лучшая актриса мюзикла/комедии (Мелина Меркури)
- 1965 — Премия Laurel
  - Лучшая мужская роль второго плана (Питер Устинов).